# Arroyo del Sauce (Río Yí, rechtsseitig, I)
Der Arroyo del Sauce ist ein Fluss in Uruguay.
Er entspringt auf dem Gebiet des Departamento Durazno westlich von Cerro Chato unweit südlich der Quelle des de la Isla, eines linksseitigen Nebenflusses des Arroyo de las Conchas. Zwischen diesen beiden Quellen verläuft die Ruta 19. Von dort fließt er in südliche Richtung und mündet schließlich südwestlich von Cerro Chato als rechtsseitiger Nebenfluss in den Río Yí.